# Rolf Dubs

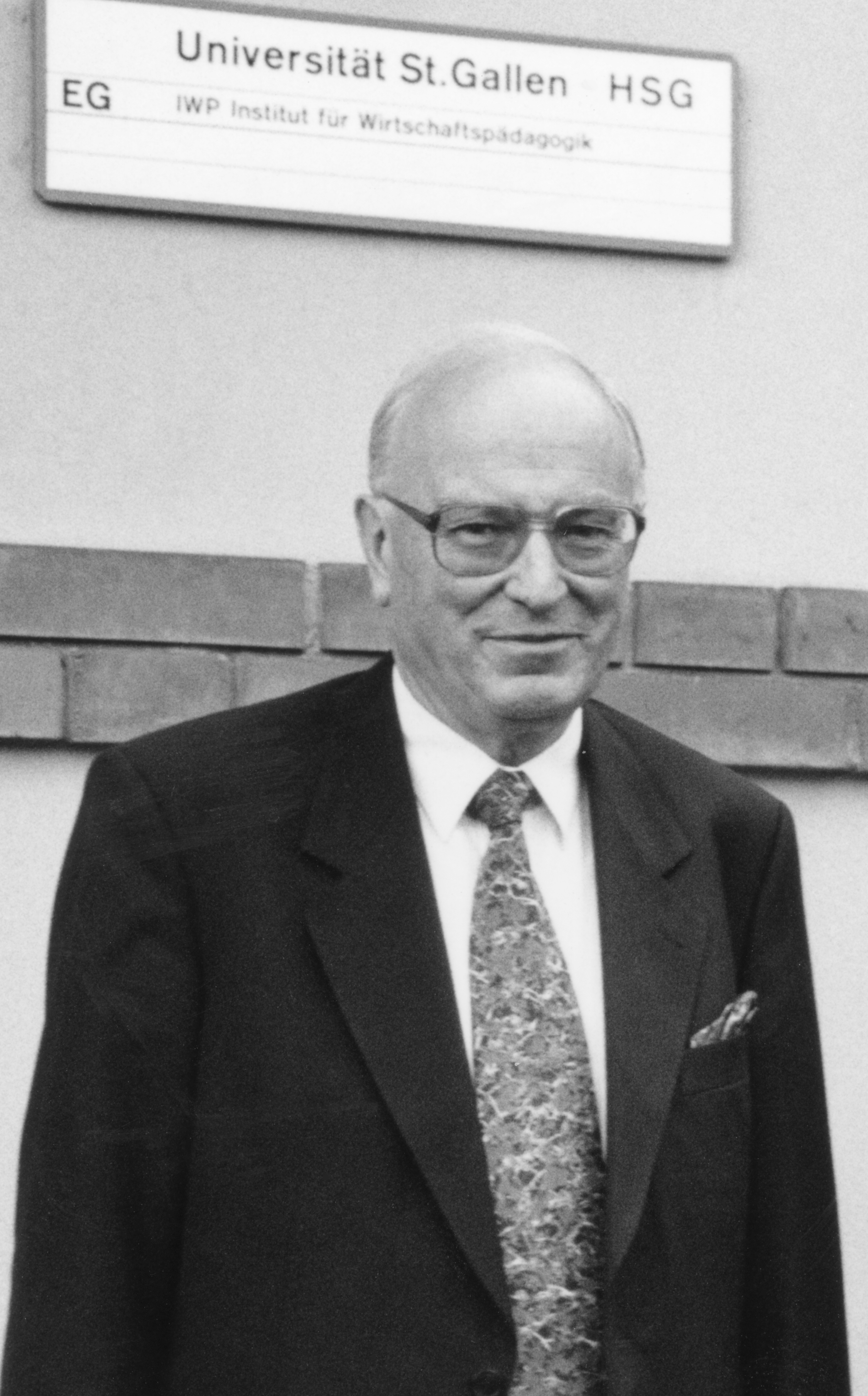
Rolf Dubs anlässlich 25 Jahre Institut für Wirtschaftspädagogik an der Universität St. Gallen, 1996

Rolf Dubs (* 2. Februar 1935 in Winterthur) ist ein Schweizer Wirtschaftspädagoge. Er war Rektor der Universität St. Gallen, Brigadier der Schweizer Armee und trug Verantwortung in der freien Wirtschaft durch zahlreiche Verwaltungsratsmandate.

## Leben
Rolf Dubs ist Bürger von Affoltern am Albis, ist verheiratet und hat drei Kinder.

### Ausbildung
Seine Ausbildung führte nach dem Schulbesuch in Affoltern am Albis an die Verkehrsschule St. Gallen und die Kantonsschule St. Gallen. Weitere Meilensteine in seiner Ausbildung waren die Maturität an der Kantonsschule St. Gallen (Handelsmaturität) (1954), das Studium an der Hochschule St. Gallen für Wirtschafts- und Sozialwissenschaften (heute Universität St. Gallen) (1954–1960), sein Abschluss als Dipl. Handelslehrer (mag. oec.) (1960), ein viermonatiges Stipendiat an der Università per Stranieri di Perugia (Italien) (1962), das Doktorat in Wirtschaftswissenschaften (Dr. oec.) an der Hochschule St. Gallen für Wirtschafts- und Sozialwissenschaften mit der Dissertation: Das Sozialkreditgeschäft der schweizerischen Kantonalbanken (1965), die Habilitation an der Hochschule St. Gallen für Wirtschafts- und Sozialwissenschaften für das Fach Wirtschaftspädagogik. Habilitationsschrift: Das Wirtschaftsgymnasium (1967).

### Berufliche Laufbahn
Während seines Studiums war Rolf Dubs als Hilfslehrer für Wirtschaftsfächer am Institut auf dem Rosenberg, am Knabeninstitut Dr. Pfister Oberägeri, an der Berufsschule für Verkauf und an der Handelsschule des KV St. Gallen sowie der Verkehrsschule St. Gallen tätig (1954–1961). Von 1962 bis 1972 arbeitete er als Hauptlehrer für Wirtschaftsfächer an der Kantonsschule St. Gallen. Daraufhin war er an der Hochschule St. Gallen von 1969 bis 1971 a.o. Professor für Wirtschaftspädagogik, von 1971 bis 2000 o. Professor für Wirtschaftspädagogik, von 1972 bis 2000 Direktor des Institutes für Wirtschaftspädagogik, von 1980 bis 1982 Vorstand der Betriebswirtschaftlichen Abteilung, von 1986 bis 1990 und von 1993 bis 1996 Direktor des Nachdiplomstudiums für Unternehmensführung (NDU) und zudem von 1986 bis 1990 Prorektor und von 1990 bis 1993 Rektor der Universität. Im März 2000 erfolgte die Emeritierung von der Universität St. Gallen.

### Gast- und Forschungssemester im Ausland
Gast- und Forschungssemester führten Rolf Dubs im Wintersemester 1967/68 an die Harvard University, Cambridge MA, USA, im Sommersemester 1976 an die Stanford University, Stanford CA, USA und im Sommersemester 1983 zur University of Texas, Austin TX, USA. Im Sommersemester/Wintersemester 1993/94 war er an der Michigan State University, East Lansing MI, USA tätig.

### Ehrungen und Preise
Rolf Dubs wurde mehrfach geehrt: Dr. rer. soc. oec. h. c. der Wirtschaftsuniversität Wien, Dr. sc.oec. h. c. der Wirtschaftsuniversität Budapest, Dr. rer. pol. h. c. der Technischen Universität Dresden und Dr. h. c. der SEE University, Tetovo (Mazedonien).
Ihm wurden mehrere Preise verliehen: Preis für Leistungen in der schweizerischen Berufsbildung der Hans-Huber-Stiftung, mehrere Preise "goldene Schiefertafel" für Lehrbücher des Verein Jugend und Wirtschaft, der Mentor-Preis der Studentenschaft der Universität St. Gallen, der Schweizerische Wirtschaftsbildungspreis, Zürich, und der Hinrich-Wichern-Preis, Bielefeld.

### Weitere Aktivitäten
Von 1972 bis 1988 war er Mitglied des Grossen Rats des Kantons St. Gallen, wo er der FDP-Fraktion angehörte.
Dubs war von 1987 bis 1992 Miliz-Brigadier der Schweizer Armee und führte die Festungsbrigade 13 (Sargans).
Während und nach seiner Karriere im universitären und militärischen Bereich ist Dubs auch in der freien Wirtschaft tätig gewesen und hatte Mandate in zahlreichen Verwaltungsräten inne. So war er u. a. in diesem Leitungsgremium bei der Bank Julius Bär, bei Schindler und Underberg.
Ebenso war er in der akademischen Verwaltung engagiert: von 2001 bis 2010 als Mitglied des Universitätsrates der Universität Luzern, von 1998 bis 2008 als Mitglied des Boards des Asian Institute of Technology, Bangkok und von 1998 bis 2009 als Präsident des Universitätsrates der SEE University, Tetovo (Mazedonien).
Ferner arbeitete Rolf Dubs redaktionell ebenfalls als Redaktor der Schweizerischen Zeitschrift für kaufmännisches Bildungswesen (Basel) (1965–2000) sowie als Mitherausgeber der Zeitschrift für Berufs- und Wirtschaftspädagogik (Stuttgart) (1992–2003).

## Arbeits- und Forschungsschwerpunkte
Rolf Dubs arbeitete vor allem in den Bereichen Schulmanagement, Lehr-Lernverhalten, Schulentwicklung, Schulqualität, Didaktik der Wirtschaftswissenschaften und Lehrplangestaltung. Seine Forschungstätigkeit verband er stets mit politischen Aktivitäten. So war er beispielsweise massgeblich daran beteiligt, dass die Wirtschaftsfächer an Schweizer Gymnasien als vollwertige Fächer anerkannt wurden. Daneben setzte er sich auch für Entwicklungsprojekte in der  Welt ein. Seine Beratungs- und Schulungstätigkeit für die Eidgenossenschaft führte ihn nach Ruanda, Tansania, Indien, Vietnam, Thailand, Aserbaidschan und China.

## Schriften (Auswahl)
- Bildungspolitik und Schule wohin? Eine Orientierungshilfe für Schulbehörden und Lehrpersonen. Klett und Balmer, Baar 2016
- Unterrichtsplanung in der Praxis. Ein Handbuch für den Lernbereich Wirtschaft. Steiner, Stuttgart 2014, ISBN 978-3-515-10808-9
- Normatives Management. Ein Beitrag zu einer nachhaltigen Unternehmensführung und -aufsicht. Haupt, Bern (3. Auflage), ISBN 978-3-258-07927-1
- Die teilautonome Schule. Ein Beitrag zu ihrer Ausgestaltung aus politischer, rechtlicher und schulischer Sicht. Sigma, Berlin 2011, ISBN 978-3-8360-7239-7
- Lehrerverhalten. Ein Beitrag zur Interaktion von Lehrenden und Lernenden im Unterricht. Steiner, Stuttgart 1995 (2. Auflage 2009), ISBN 978-3-515-09304-0
- Die Führung einer Schule. Leadership und Management. Steiner, Stuttgart 1994 (2., überarbeitete Auflage 2005), ISBN 3-515-08761-3